# Ernie Sabella
Ernie Sabella (Westchester, 19 settembre 1949) è un attore e doppiatore statunitense.
Nel 2007 ha recitato nel musical di Broadway Curtains con Debra Monk, Karen Ziemba e David Hyde Pierce.
È sposato dal 1999 con Cheryl.

## Filmografia parziale

### Attore

#### Cinema
- In & Out (1997)
- Un topolino sotto sfratto (1997)
- Ascolta il tuo cuore (2010)
- My Bakery in Brooklyn - Un pasticcio in cucina (My Bakery in Brooklyn), regia di Gustavo Ron (2016)

#### Televisione
- Seinfeld - serie TV, episodio 3x13 (1992)
- Annie - Cercasi genitori (Annie), regia di Rob Marshall - film TV (1999)
- Raven (2003) - Serie TV

### Doppiatore
- Il re leone (1994)
- Timon e Pumbaa - serie TV, 85 episodi (1995-1999)
- Il re leone II - Il regno di Simba (1998)
- House of Mouse - Il Topoclub - serie TV, 14 episodi (2001-2002)
- Il bianco Natale di Topolino - È festa in casa Disney (2001)
- Il re leone 3 - Hakuna Matata (2004)

## Doppiatori italiani
Nelle versioni in italiano delle opere in cui ha recitato, Ernie Sabella è stato doppiato da:
- Giorgio Lopez in In & Out
- Carlo Valli in Un topolino sotto sfratto
- Stefano De Sando in Raven
- Gabriele Martini in Blue Bloods
- Gianni Giuliano in My Bakery in Brooklyn - Un pasticcio in cucina

Da doppiatore è sostituito da:
- Ermavilo ne Il re leone[1], Timon e Pumbaa, Il re leone II - Il regno di Simba, House of Mouse - Il Topoclub, Il bianco Natale di Topolino - È festa in casa Disney, Il re leone 3 - Hakuna Matata, The Lion Guard